# Thirty Years in Between
Thirty Years in Between ist ein Musikalbum von Barre Phillips. Die am 12. Mai 1989 im Veranstaltungsort Western Front in Vancouver und am 17. Mai 2019 auf dem Festival International de Musique Actuelle de Victoriaville entstandenen Aufnahmen erschienen im Juni 2020 auf Les Disques Victo. Der ältere Teil des Albums war zuvor unter dem Titel Camouflage 1990 erschienen.

## Hintergrund
Als der Kontrabassist Barre Phillips 2019 beim FIMAV-Festival in Victoriaville auftrat, hatte er kurz zuvor das ECM-Albums End to End vorgelegt. Dieses Solobass-Album hatte eine starke historische Resonanz; es stellte eine Verbindung mit seinem Album Call Me When You Get There von 1983 her, notierte Josef Woodard. Eine ähnliche Hintergrundgeschichte hat Thirty Years in Between, Phillips‘ Doppel-Album, dessen erste CD, Ahoy!, einen Liveauftritt Phillips’ aus dem Jahr 2019 dokumentiert, während die zweite, Camouflage (Solobass, abgesehen von zusätzlicher Elektronik auf „No Exclusion“), 1989 in Vancouver aufgenommen wurde.

## Titelliste
- Barre Phillips: Thirty Years in Between (Les Disques Victo VICTO cd 132/08)[2]

CD1 Ahoy!
1. Ahoy!
2. You There, On The Hill 8:44
3. A Quake's a' Coming! 7:04
4. What to Do What to Do? 5:16
5. Abate? Arise? 6:55
6. How Long How Long? 8:04
7. A New Take 7:30

CD2 Camouflage
1. Camouflage 16:19
2. Covered 10:05
3. Twist and Parry 8:29
4. No Exclusion (Barre Phillips, James Giroudon, Jean-François Estager) 5:57
5. You And Me 6:17
6. Around Again 7:19

Wenn nicht anders vermerkt, stammen die Kompositionen von Barre Phillips.

## Rezeption
Die Gesamtwirkung dieser doppelten, parallelen Sichtweise bestätige, dass der inzwischen 86-jährige Phillips nicht nur ein Pionier der seltenen Kunst des Solo-Kontrabasses ist, sondern auch ein Meister dieser Form, schrieb Josef Woodard im Down Beat, wo das Album mit viereinhalb Sternen ausgezeichnet wurde. Texturen und Hinweise auf interne narrative Verschiebungen in Phillips’ improvisierten Solos, mit nachträglich hinzugefügten passenden Titeln. Phillips würde  eine Reihe von Klangfarben einsetzen, wechsle zwischen Pizzicato und Coll’arco und verwende Col legno sowie perkussive Effekte und Obertöne. Eine organische, beständige Musikalität durchziehe jeden Teil und trage zu einem zusammenhängenden Ganzen bei.
Auch wenn ein unaufmerksamer Zuhörer vielleicht nur den Eindruck bekommen könnte, dass er von einem Kreischen zum nächsten und wieder zurück geglitten ist, gebe es hier noch viel mehr zu entdecken, schrieb Dave Cantor im Down Beat. Die erste von zwei CDs würde einen gelegentlich perkussiveren Ansatz für den Bass bieten. Phillips teste die Zugfestigkeit von Saiten auf „A Quake’s a Comin!“. Auf CD zwei, einem Audiodokument von einem Veranstaltungsort im kanadischen Vancouver aus dem Jahr 1989 entlocke Phillips seinem Instrument eine andere Art von grüblerischer Eleganz: „Camouflage“ präsentiere sich als etwas, das nervöser „Neuer Musik“ ähnle. Aber insgesamt fühle sich das alles – sowie seine Soloarbeiten für das Label ECM, die mit dem Album End to End von 2018 abgeschlossen wurden – „wie die Untersuchung einer Bohrprobe an und bietet die Möglichkeit, die Sedimentschichten, die Steine, ihre Färbung und alle Überreste, die sich im Lauf der vergangenen Jahrzehnte und Jahrhunderte angesammelt haben, eingehend zu studieren“.